# Dopaminski receptor D5
D(1B) dopaminski receptor je protein koji je kod ljudi kodiran  genom.
Dopaminski D5 podtip je G protein spregnuti receptor koji stimuliše adenilil ciklazu. Ovaj receptor je izražen u neuronima limbičkog regiona mozga. On ima 10-puta veći afinitet za dopamin nego D1 podtip. Pseudogeni srodni sa ovim genom se nalaze na hromozomu 1 i hromozomu 2.

## Ligandi
D1 i D5 receptori su u znatnoj meri strukturno homologni i mali broj selektivnih liganda je dostupan. Postoje brojni ligandi koji su selektivni za D1/5 u odnosu na druge dopaminske receptore. Nedavni razvoj selektivnog D5 antagonista je omogućio ispitivanje D1-posredovanog odgovora u odsustvu D5 komponente. Selektivni D5 agonisti trenutno nisu dostupni.

### Agonist
- Dihidreksidin

### Antagonist
- 4-Hloro-7-metil-5,6,7,8,9,14-heksahidrodibenz[d,g]azecin-3-ol: antagonist, umerena selektivnost vezivanja u odnosu na D1[5]

## Interakcije
Za dopaminski receptor D5 je pokazano da interaguje sa GABRG2.

## Literatura
- Missale C; Nash SR; Robinson SW;  . (1998). „Dopamine receptors: from structure to function”. Physiol. Rev. 78 (1): 189—225. PMID 9457173.
- Grandy DK; Allen LJ; Zhang Y;  . (1992). „Chromosomal localization of three human D5 dopamine receptor genes”. Genomics. 13 (4): 968—973. PMID 1387108. doi:10.1016/0888-7543(92)90009-H.
- Eubanks JH; Altherr M; Wagner-McPherson C;  . (1992). „Localization of the D5 dopamine receptor gene to human chromosome 4p15.1-p15.3, centromeric to the Huntington's disease locus”. Genomics. 12 (3): 510—516. PMID 1532789. doi:10.1016/0888-7543(92)90442-U.
- Sunahara RK; Guan HC; O'Dowd BF;  . (1991). „Cloning of the gene for a human dopamine D5 receptor with higher affinity for dopamine than D1”. Nature. 350 (6319): 614—619. PMID 1826762. doi:10.1038/350614a0.
- Tiberi M; Jarvie KR; Silvia C;  . (1991). „Cloning, molecular characterization, and chromosomal assignment of a gene encoding a second D1 dopamine receptor subtype: differential expression pattern in rat brain compared with the D1A receptor”. Proc. Natl. Acad. Sci. U.S.A. 88 (17): 7491—7495. PMC 52326 . PMID 1831904. doi:10.1073/pnas.88.17.7491.
- Grandy DK; Zhang YA; Bouvier C;  . (1991). „Multiple human D5 dopamine receptor genes: a functional receptor and two pseudogenes”. Proc. Natl. Acad. Sci. U.S.A. 88 (20): 9175—9179. PMC 52675 . PMID 1833775. doi:10.1073/pnas.88.20.9175.
- Weinshank RL; Adham N; Macchi M;  . (1991). „Molecular cloning and characterization of a high affinity dopamine receptor (D1 beta) and its pseudogene”. J. Biol. Chem. 266 (33): 22427—35. PMID 1834671.
- Sobell JL; Lind TJ; Sigurdson DC;  . (1995). „The D5 dopamine receptor gene in schizophrenia: identification of a nonsense change and multiple missense changes but lack of association with disease”. Hum. Mol. Genet. 4 (4): 507—514. PMID 7633397. doi:10.1093/hmg/4.4.507.
- Beischlag TV; Marchese A; Meador-Woodruff JH;  . (1995). „The human dopamine D5 receptor gene: cloning and characterization of the 5'-flanking and promoter region”. Biochemistry. 34 (17): 5960—5970. PMID 7727453. doi:10.1021/bi00017a025.
- Sherrington R; Mankoo B; Attwood J;  . (1994). „Cloning of the human dopamine D5 receptor gene and identification of a highly polymorphic microsatellite for the DRD5 locus that shows tight linkage to the chromosome 4p reference marker RAF1P1”. Genomics. 18 (2): 423—425. PMID 8288248. doi:10.1006/geno.1993.1489.
- Sidhu A; Kimura K; Uh M;  . (1998). „Multiple coupling of human D5 dopamine receptors to guanine nucleotide binding proteins Gs and Gz”. J. Neurochem. 70 (6): 2459—2467. PMID 9603210. doi:10.1046/j.1471-4159.1998.70062459.x.
- Cargill M; Altshuler D; Ireland J;  . (1999). „Characterization of single-nucleotide polymorphisms in coding regions of human genes”. Nat. Genet. 22 (3): 231—238. PMID 10391209. doi:10.1038/10290.
- Liu F; Wan Q; Pristupa ZB;  . (2000). „Direct protein-protein coupling enables cross-talk between dopamine D5 and gamma-aminobutyric acid A receptors”. Nature. 403 (6767): 274—280. PMID 10659839. doi:10.1038/35002014.
- Misbahuddin A; Placzek MR; Chaudhuri KR;  . (2004). „A polymorphism in the dopamine receptor DRD5 is associated with blepharospasm”. Neurology. 58 (1): 124—6. PMID 11781417.
- Kabbani N; Negyessy L; Lin R;  . (2002). „Interaction with neuronal calcium sensor NCS-1 mediates desensitization of the D2 dopamine receptor”. J. Neurosci. 22 (19): 8476—86. PMID 12351722.
- Strausberg RL; Feingold EA; Grouse LH;  . (2003). „Generation and initial analysis of more than 15,000 full-length human and mouse cDNA sequences”. Proc. Natl. Acad. Sci. U.S.A. 99 (26): 16899—16903. PMC 139241 . PMID 12477932. doi:10.1073/pnas.242603899.
- Hemby SE, Trojanowski JQ, Ginsberg SD (2003). „Neuron-specific age-related decreases in dopamine receptor subtype mRNAs”. J. Comp. Neurol. 456 (2): 176—183. PMID 12509874. doi:10.1002/cne.10525.
- Zheng S; Yu P; Zeng C;  . (2003). „Galpha12- and Galpha13-protein subunit linkage of D5 dopamine receptors in the nephron”. Hypertension. 41 (3): 604—610. PMID 12623966. doi:10.1161/01.HYP.0000057422.75590.D7.

## Spoljašnje veze
- „Dopamine Receptors: D1”. IUPHAR Database of Receptors and Ion Channels. International Union of Basic and Clinical Pharmacology. Архивирано из оригинала 31. 12. 2014. г.
- DRD5+protein,+human на 